# Croton campinarensis
Croton campinarensis é uma espécie de planta da família Euphorbiaceae e do gênero Croton.  

## Taxonomia
O táxon foi descrito oficialmente em 2012 por Alessandro S. Do Rosário, Paul Edward Berry e Ricardo de Sousa Secco. 

## Uso
Seu óleo essencial já foi analisado quimicamente para testes de toxicidade e efeito antioxidante.